# Cuddalore
Cuddalore là một thành phố và khu đô thị của quận Cuddalore thuộc bang Tamil Nadu, Ấn Độ.

## Địa lý
Cuddalore có vị trí 11°45′B 79°45′Đ / 11,75°B 79,75°Đ Nó có độ cao trung bình là 1 mét (3 feet).

## Nhân khẩu
Theo điều tra dân số năm 2001 của Ấn Độ, Cuddalore có dân số 158.569 người. Phái nam chiếm 51% tổng số dân và phái nữ chiếm 49%. Cuddalore có tỷ lệ 76% biết đọc biết viết, cao hơn tỷ lệ trung bình toàn quốc là 59,5%: tỷ lệ cho phái nam là 81%, và tỷ lệ cho phái nữ là 70%. Tại Cuddalore, 10% dân số nhỏ hơn 6 tuổi.